# كيفن فالينزويلا
كيفن فالينزويلا (بالإسبانية: Kevin Valenzuela)‏ هو لاعب كرة قدم تشيلي في مركز الوسط، ولد في 30 يوليو 1993 في فيلا آليمانا في تشيلي. لعب مع سانتياغو واندررز.

## وصلات خارجية
- كيفن فالينزويلا على موقع قاعدة بيانات كرة القدم.إي يو (الإنجليزية)
- كيفن فالينزويلا على موقع Soccerway.com (الإنجليزية)
- كيفن فالينزويلا على موقع AS.com (الإسبانية)